# Мацей Штур
Мацей Єжи Штур (пол. Maciej Jerzy Stuhr; 23 червня 1975, Краків, Польща) — польський актор театру і кіно. Син польського актора і режисера Єжи Штура.

## Біографія
Мацей Штур народився 23 червня 1975 у сім'ї актора Єжи Штура та скрипальки Барбари Штур. Предки Мацея Штура — Ганна Тілл і Леопольд Штур — переїхали до Кракова з району Містельбах в Нижній Австрії в 1897 році.
У 1999 році Мацей Штур закінчив філософський факультет у Ягеллонському університеті в Кракові і почав навчання у Вищій Театральній школі в Кракові до 2003 року. З 2004 по 2008 рік був актором Драматичного Театру у Варшаві. У 2008 році Мацей став актором Нового Театру у Варшаві. Мацей Штур — комічний актор. Пародіював відомих польських акторів.
У 2005 році Мацей Штур був удостоєний звання магістра польської мови, а в 2008 році став почесним послом польської мови.
2 грудня 2006 року Мацей Штур і французька актриса Софі Марсо були нагороджені Премією Європейської кіноакадемії.
Мацей Штур удостоєний Хреста Заслуги — польської державної нагороди. 11 квітня 2014 року був нагороджений срібною медаллю «За заслуги в культури Gloria Artis».

## Особисте життя
З 1999 по 2014 року Мацей Штур перебував у шлюбі Із Самантою Йанас. У колишнього подружжя є дочка Матільда Штур.

## Фільмографія
| Рік  | Назва                                   | Персонаж                           |
| ---- | --------------------------------------- | ---------------------------------- |
| 1988 | Декалог (серіал)                        | Пйотрек                            |
| 1991 | Дуже важлива персона                    | Мачек                              |
| 1991 | Les Enfants du Vent                     | Олек                               |
| 1993 | Викрадення Агати                        | журналіст                          |
| 1997 | Любовні історії                         | студент Іконович                   |
| 1999 | O dwóch takich, co nic nie ukradli      |                                    |
| 1999 | Krugerandy                              |                                    |
| 1999 | Улюбленець долі                         | Алекс                              |
| 1999 | Wszystkie pieniądze świata              |                                    |
| 1999 | Хлопці не плачуть                       | Куба                               |
| 2000 | Походеньки імператора                   | імператор Кузко (дубляж)           |
| 2001 | Переддень весни                         | Іпполіт                            |
| 2001 | Лікар                                   | Пйотр                              |
| 2001 | Ранок койота                            | Куба                               |
| 2001 | Всі святі                               | Стефан Капаньски                   |
| 2003 | Baśń o ludziach stąd                    | Ньютон                             |
| 2003 | Погода на завтра                        | Марцін Козел                       |
| 2004 | Весілля                                 | Матеуш                             |
| 2004 | Мент (серіал)                           | Артур Банась                       |
| 2005 | Солідарність, Солідарність…             | Томек                              |
| 2005 | Скаженні перегони                       | лоша Полосік (дубляж)              |
| 2005 | Курча Ціпа                              | Курча Ціпа (дубляж)                |
| 2005 | Походеньки імператора 2: Пригоди Кронка | імператор Кузко (дубляж)           |
| 2005 | Kajko i Kokosz                          | Кайко (озвучка)                    |
| 2006 | Французький номер                       |                                    |
| 2006 | Фонд                                    | Дарек Колиба                       |
| 2006 | Астерікс і вікінги                      | (дубляж)                           |
| 2007 | Тестостерон                             | Себастьян Третін                   |
| 2007 | Хоровод                                 | Томек                              |
| 2007 | Полуничне вино                          | Янек                               |
| 2007 | Бі Муві: Медова змова                   | Баррі Бі Бенсон (дубляж)           |
| 2007 | Переполох у Гімалаях                    | Франц Йосип I (дубляж)             |
| 2008 | Мент 2 (серіал)                         | Артур Банась                       |
| 2008 | 33 сцени із життя                       | Пйотр «Пйотрек» Малкевич           |
| 2009 | Операція «Дунай»                        | Флоріан                            |
| 2009 | Містифікація                            | Лазовський                         |
| 2009 | Йон Тихий: Космопілот                   | Йон Тихий (дубляж)                 |
| 2009 | Естерхазі                               | Естерхазі (озвучка)                |
| 2009 | Планета 51                              | Лем (дубляж)                       |
| 2010 | Дівочі обіцянки                         | Густав                             |
| 2010 | Рапунцель: Запутана історія             | Флінн Райдер (дубляж)              |
| 2011 | Даас                                    | Йосиф II                           |
| 2011 | Листи до М.                             | Миколай Конєчни, ведучий Радіо Зет |
| 2011 | Гномео та Джульєта                      | Гномео                             |
| 2012 | Довірена особа                          | Яцек                               |
| 2012 | Облава                                  | Генріх Кондолевич                  |
| 2012 | Колоски                                 | Юзеф Калина                        |
| 2012 | Дорожній патруль                        | Заренба                            |
| 2013 | Vocuus (короткометражка)                | Павел                              |
| 2013 | Валенса. Людина із надії                | священник                          |
| 2013 | Безсоння (серіал)                       | Ігор Волков, головний суддя        |
| 2014 | Терміново (не) потрібен чоловік         | Міхал                              |
| 2014 | Громадянин                              | молодий Ян Барек                   |
| 2014 | Гра. Реванш                             | Міхаель, резидент МИ-6 у Москві    |
| 2015 | Czerwony Kapitan                        |                                    |
| 2016 | Планета самотніх                        | Томек Вільчинський                 |
| 2016 | Belfer                                  | Павел Завадський                   |